# 愛への讃歌
「愛への讃歌」（Love the One You're With）は、スティーヴン・スティルスが1970年にソロとして最初に発表したシングル。

## 概要
1970年の半ば頃からクロスビー、スティルス、ナッシュ&ヤングのコンサートで演奏されていた楽曲である。スティルスは同時期に自分のソロ作品用としてロンドンで「愛への讃歌」を録音した。同年11月発売のファースト・アルバム『Stephen Stills』に収録され、同月にシングルカットされた。B面は「トゥ・ア・フレイム（To a Flame）」。
1971年1月30日から2月6日にかけてビルボード・Hot 100で2週連続14位を記録した。
「And if you can't be with the one you love, love the one you're with」というフレーズが繰り返される。諸説あるが当時アップル・レコードに所属していたビリー・プレストンあるいはドリス・トロイがスティルスに向けて言った言葉だと言われている。なお、1947年初演のブロードウェイ・ミュージカル『フィニアンの虹』の劇中歌に「When I'm Not Near the Girl I Love」という楽曲がある。「When I’m not near the girl I Love, I love the girl I’m near」と歌われる同曲との類似も指摘される。『フィニアンの虹』はのちにフランシス・フォード・コッポラ監督によって映画化されている（1968年）。

## パーソネル
- スティーヴン・スティルス - ボーカル、ギター、オルガン、スティール・ドラム、パーカッション
- カルヴィン・サミュエルズ - ベース
- ジェフ・ホイッテーカー - コンガ
- リタ・クーリッジ、プリシラ・ジョーンズ、ジョン・セバスチャン、デヴィッド・クロスビー、グラハム・ナッシュ - バッキング・ボーカル

## 別バージョン
| アルバム名          | アーティスト名           | 録音時期        | 発売日       |
| ------------------- | ------------------------ | --------------- | ------------ |
| Demos               | スティーヴン・スティルス | 不明            | 2006年       |
| 4ウェイ・ストリート | CSN&Y                    | 1970年6月 - 7月 | 1971年4月7日 |
| CSNY 1974           | CSN&Y                    | 1974年          | 2014年7月8日 |
| CSN 2012            | CSN                      | 2012年          | 2012年7月2日 |

## カバー・バージョン
- アイズレー・ブラザーズ - 1971年のアルバム『Givin' It Back』に収録。シングルカットされた。1973年に発売されたライブ・アルバム『The Isleys Live』にも収録された。
- アレサ・フランクリン - 1971年5月に発売されたライブ・アルバム『アレサ・ライヴ・アット・フィルモア・ウェスト』に収録。
- スプリームス&フォー・トップス - 1971年のアルバム『Dynamite』に収録。
- エンゲルベルト・フンパーディンク - 1971年のライブ・アルバム『 Live and S.R.O. at the Riviera Hotel, Las Vegas』に収録[6]。
- ボビー・ゴールズボロ - 1972年のアルバム『California Wine』に収録[7]。
- ボブ・シーガー - 1972年のアルバム『Smokin' O.P.'s』に収録。
- ザ・スリー・ディグリーズ - 1975年のアルバム『So Much Love』に収録。
- ジョー・コッカー - 1976年に発売されたライブ・アルバム『Live in L.A.』に収録。
- ルーサー・ヴァンドロス - 1995年のシングル。
- ウィル・ヤング - 2003年のアルバム『Friday's Child』に収録。
- ガロ - 2006年のボックスセット『GARO BOX』に収録。ライブ・バージョン[8]。
- ニルス・ラングレン&ジョー・サンプル - 2006年のアルバム『Creole Love Call』に収録。